# Žalalabatska oblast
Žalalabatska oblast (kirgiski: Жалалабат областы) je jedna od sedam oblasti u Kirgistanu. Središte oblasti je grad Žalalabat.

## Zemljopis
Žalalabatska oblast nalazi se u zapadnom Kirgistanu na granici s Uzbekistanom. Susjedne oblasti su Talaska na sjeveru, Čujska na sjeveroistoku, Narinska na istoku i Oška na jugu. Oblast je podjeljena na osam okruga. S površinom od 33.700 km² treća je po veličini kirgiška oblast.

## Stanovništvo
Prema popisu stanovništva iz 2009. godine regija je imala 930.630 stanovnika,  dok je prosječna gustoća naseljenosti 28 stan./km2. Prema etničkoj pripadnosti većina stanovništva su Kirgizi koji čine 71,8% stanovništva i Uzbeci s 24,8%.